# Neha Sharma
Neha Sharma, née le 21 novembre 1987, est une actrice indienne, qui est passée de l’industrie du film en langue télougou (Tollywood) à l’industrie du film en langue hindi (Bollywood). 

## Biographie
Native de Bhagalpur, la ville de la soie, dans l'État de Bihar, Neha Sharma a mené des études de stylisme au  National Institute of Fashion technology (NIFT), à New Delhi,.
Alors qu’elle ne se destinait pas à une carrière d’actrice, son premier rôle au cinéma se fait, à la suite d'une opportunité, dans un film en langue télougou, Chirutha, produit en 2007. C’est un succès public. Son premier film en hindi, à Bollywood, est Crook, réalisé par Mohit Suri en 2010. Principalement tourné en Australie et en Afrique du Sud, ce film est basé sur la controverse concernant les attaques prétendument raciales sur les étudiants indiens en Australie entre 2007 et 2010. Elle y partage la vedette avec Emraan Hashmi,,.
Elle fait ensuite une apparition dans  Teri Meri Kahaani de Kunal Kohli. Puis elle obtient à nouveau un premier rôle dans Kyaa Super Kool Hai Hum de Ekta Kapoor , en 2012, et dans Youngistaan de Syed Ahmad Afzal en 2014. Cette même année 2014, elle est également retournée dans sa ville natale pour soutenir la candidature de son père à une élection.
Malgré un accueil réservé d’une bonne partie de ces films par la critique, cette actrice est devenue une des stars naissantes du cinéma indien,, grâce à son aisance, et peut être grâce au teint clair de sa peau, dans un continent où, selon le sociologue T.K. Oommen « la croyance populaire veut que si vous avez la peau pâle, vous appartenez à la caste supérieure, celle des brahmanes ».
« Le cinéma est le seul milieu où l'on peut accéder à un bon statut très vite », décode Ravi Gupta, le directeur d’une école de cinéma de Bombay. « Vous pouvez réussir dans le monde de l'entreprise mais vous ne serez jamais une véritable star. Bollywood donne l'illusion que la gloire est à portée de la main. ». Dans  ses interviews, elle indique sa volonté  d’obtenir des rôles intéressants, bien que n’appartenant pas du tout aux dynasties traditionnelles  du cinéma de Bombay  dont l’influence  sur les castings resterait grande. Avec, affirme –t-elle, l’idée de revenir un jour à ce métier de conception de collections textile, sa formation initiale.

## Filmographie
| Année | Film                       | Rôle           | Langue          | Réalisateur      | Notes                                |
| ----- | -------------------------- | -------------- | --------------- | ---------------- | ------------------------------------ |
| 2007  | Chirutha                   | Sanjna         | Télougou        | Puri Jagannadh   | Premier long-métrage                 |
| 2009  | Kurradu                    | Hema           | Télougou        | Sandeep Gunnam   |                                      |
| 2010  | Crook: It's Good To Be Bad | Suhani         | Hindi           | Mohit Suri       | Premier long-métrage en langue hindi |
| 2012  | Teri Meri Kahaani          | Meera          | Hindi           | Kunal Kohli      | Apparition                           |
| 2012  | Kyaa Super Kool Hain Hum   | Simran         | Hindi           | Sachin Yardi     |                                      |
| 2013  | Jayantabhai Ki Luv Story   | Simran         | Hindi           | Vinnil Markan    |                                      |
| 2013  | Yamla Pagla Deewana 2      | Suman          | Hindi           | Sangeeth Sivan   |                                      |
| 2014  | Youngistaan                | Anwita Chauhan | Hindi           | Syed Ahmad Afzal |                                      |
| 2016  | Kriti                      | Kriti          | Hindi           | Court-métrage    |                                      |
| 2016  | Xuanzang                   |                | Hindi, Mandarin |                  |                                      |
| 2016  | Tum Bin II                 | TBA            | Hindi           | Post-production  |                                      |
| 2017  | Hera Pheri 3               | TBA            | Hindi           |                  |                                      |